# (9607) 1992 DS6
A (9607) 1992 DS6 a Naprendszer kisbolygóövében található aszteroida. Az UESAC program keretében fedezték fel 1992. február 29-én.